# Whodini
Whodini – zespół hip-hopowy założony w roku 1981 przez dwójkę raperów: Jalila (Jalil Hutchins) i Ecstasy-ego (John Fletcher), oraz producenta Grandmastera Dee (Drew Carter). 

## Dyskografia
Albumy studyjne
- Whodini (1983)
- Escape (1984)
- Back in Black (1986)
- Open Sezame (1987)
- Bag-A-Trix (1991)
- Six (1996)

Kompilacje
- Rap Attack (Greatest Hits) (2003)
- Funky Beat: The Best Of Whodini (2006)